# Европско првенство у атлетици на отвореном 2012 — штафета 4 x 400 метара за мушкарце
Трка штафета 4 х 400 м у мушкој конкуренцији на Европском првенству у атлетици 2012. у Хелсинкију одржана је 30. јуна и 1. јула на Олимпијском стадиону у Хелсинкију.
Титулу освојену на Европском првенству 2010. у Барселони бранила је штафета Русије.

## Рекорди
| Рекорди пре почетка Европског првенства 2012.     | Рекорди пре почетка Европског првенства 2012.                                       | Рекорди пре почетка Европског првенства 2012. | Рекорди пре почетка Европског првенства 2012. | Рекорди пре почетка Европског првенства 2012. |
| ------------------------------------------------- | ----------------------------------------------------------------------------------- | --------------------------------------------- | --------------------------------------------- | --------------------------------------------- |
| Светски рекорд                                    | Сједињене Америчке Државе · (Ендру Валмон, Квинси Вотс, Бач Рејнолдс, Мајкл Џонсон) | 2:54,29                                       | Штутгарт, Немачка                             | 22. август 1993.                              |
| Европски рекорд                                   | Уједињено Краљевство · (Ајван Томас, Џејми Баулч, Марк Ричардсон, Роџер Блек)       | 2:56,60                                       | Атланта, САД                                  | 3. август 1996.                               |
| Рекорди европских првенстава                      | Уједињено Краљевство · Пол Сандерс, Крис Акабуси · Џон Риџиз, Роџер Блек            | 2:58,22                                       | Сплит, СФРЈ                                   | 1. септембар 1990                             |
| Најбољи светски резултат сезоне                   | Универзитет у Флориди Dedric Dukes, Хју Грејам јр. Leonardo Seymore, Тони Макеј     | 3:00,02                                       | Де Мојн, САД                                  | 9. јун 2012.                                  |
| Најбољи европски                                  | Уједињено Краљевство · Најџел Левин, Конрад Вилијамс · Кристофер Кларк, Џек Грин    | 3:01,76                                       | Рим, Италија                                  | 31. мај 2012.                                 |
| Рекорди после завршетка Европског првенства 2012. |                                                                                     |                                               |                                               |                                               |
| Европски рекорд сезоне                            | Белгија Антоан Жиле, Жонатан Борле Јенте Баукерт, Кевин Борле                       | 3:01,09                                       | Хелсинки, Финска                              | 1. јул 2012.                                  |

## Освајачи медаља
|                                                             |                                                                           |                                                         |
| Антоан Жиле Жонатан Борле Јенте Баукерт Кевин Борле Белгија | Најџел Левин Конрад Вилијамс Роберт Тобин Ричард Бак Уједињено Краљевство | Јонас Плас Камге Габа Ерик Кригер Томас Шнајдер Немачка |

## Сатница
| Датум         | Време | Коло          |
| ------------- | ----- | ------------- |
| 30. јун 2012. | 20:25 | Квалификације |
| 1. јул 2012.  | 19:45 | Финале        |

## Резултати

### Квалификације
| Место | Група | Стаза | Земља                | Атлетичари                                                              | Ретзултат        | Белешка          |
| ----- | ----- | ----- | -------------------- | ----------------------------------------------------------------------- | ---------------- | ---------------- |
| 1     | 2     | 6     | Белгија              | Нилс Дверинк, Антоан Жиле, Јенте Баукерт, Кевин Борле                   | 3:05,29          | КВ               |
| 2     | 2     | 8     | Чешка                | Данијел Немечек, Павел Маслак, Јосеф Пророк, Јајуб Холуша               | 3:05.41          | КВ               |
| 3     | 1     | 2     | Уједињено Краљевство | Лук Ленон-Форд, Мајкл Бингам, Конрад Вилијамс, Најџел Левин             | 3:05.50          | КВ               |
| 4     | 1     | 5     | Пољска               | Kamil Budziejewski, Jan Ciepiela, Михал Пјетжак, Пјотр Вадерек          | 3:05.69          | КВ               |
| 5     | 1     | 3     | Немачка              | Јонас Плас Камге Габа, Николас Цендер*, Томас Шнајдер                   | 3:05,71          | КВ               |
| 6     | 2     | 7     | Украјина             | Myhaylo Knysh, Oleksiy Ryemyen, Yevhen Hutsol, Володимир Бураков        | 3:06,12          | КВ               |
| 7     | 2     | 4     | Холандија            | Joeri Moerman, Брам Петерс, Dennis Spillekom, Youssef El Rhalfioui      | 3:06.15          | кв               |
| 8     | 1     | 6     | Француска            | Теди Венел, Naman Keïta, Marc Macedot, Mame-Ibra Anne                   | 3:06,44          | кв               |
| 9     | 1     | 4     | Италија              | Лоренцо Валентини, Isalbet Juarez, Андреа Барбери, Клаудија Личијардело | 3:08,78          |                  |
| 10    | 2     | 3     | Шпанија              | Робертоо Брионес, Mark Ujakpor, David Testa, Самуел Гарсија             | 3:09,11          |                  |
| 11    | 1     | 8     | Русија               | Јегор Кибакин, Aleksey Kenig, Максим Александренко, Никита Углов        | 3:09,94          |                  |
| 12    | 2     | 2     | Финска               | Петери Мони, Виле Веделин, Оскари Мере, Јани Коскела                    | 3:10,26          |                  |
| 13    | 1     | 7     | Турска               | Mehmet Güzel, Халит Килич, Bugra Han Kocabeyoglu, Yavuz Can             | 3:11,44          |                  |
| 14    | 2     | 5     | Мађарска             | Тибор Каса, Золтан Ковач, Dávid Bartha, Máté Lukács                     | 3:11.79          |                  |
| —     | 1     | 1     | Резублика Ирска      | Brian Murphy, David Gillick, Tim Crowe, Jason Harvey                    | Дисквалификована | Дисквалификована |

### Финале
| Место | Стаза | Земља                | Атлетичари                                                            | Резултат | Белешка |
| ----- | ----- | -------------------- | --------------------------------------------------------------------- | -------- | ------- |
|       | 6     | Белгија              | Антоан Жиле, Жонатан Борле, Јенте Баукерт, Кевин Борле                | 3:01,09  | ЕРС     |
|       | 5     | Уједињено Краљевство | Најџел Левин, Конрад Вилијамс, Роберт Тобин, Ричард Бак               | 3:01,56  |         |
|       | 7     | Немачка              | Јонас Плас, Камге Габа, Ерик Кригер, Томас Шнајдер                    | 3:01,77  |         |
| 4     | 4     | Пољска               | Пјотр Вадерек, Jan Ciepiela, Марћин Марћињишин, Кацпер Козловски      | 3:02,37  |         |
| 5     | 3     | Чешка                | Данијел Немечек, Павел Маслак, Јосеф Пророк, Јајуб Холуша             | 3:02,72  | НР      |
| 6     | 1     | Француска            | Теди Венел, Toumane Coulibaly, Marc Macedot, Јаник Фонса              | 3:03,04  |         |
| 7     | 8     | Украјина             | Oleksiy Ryemyen, Станислав Мељников, Yevhen Hutsol, Володимир Бураков | 3:04,56  |         |
| 8     | 2     | Холандија            | Joeri Moerman, Брам Петерс, Dennis Spillekom, Youssef El Rhalfioui    | 3:05,68  |         |